# Весёлое (Раздольненский район)
Весёлое (до 1948 года Монтана́й-Эльгеры́, Ильгери́-Монтана́й; укр. Веселе, крымскотат. İlgeri Montanay, Ильгери Монтанай) — исчезнувшее село в Раздольненском районе Республики Крым, располагавшееся на юге района, в степной части Крыма. Присоединено к пгт Новосёловское — сейчас южная окраина посёлка.

### Динамика численности населения
| - 1806 год — 61 чел. - 1889 год — 89 чел. - 1892 год — 80 чел. - 1900 год — 75 чел. | - 1915 год — 50/54 чел. - 1926 год — 78 чел. - 1939 год — 225 чел. |

## История
Первое документальное упоминание села встречается в Камеральном Описании Крыма… 1784 года, судя по которому, в последний период Крымского ханства Эгри Мантанай входил в Каракуртский кадылык Бахчисарайского каймаканства. После присоединения Крыма к России (8) 19 апреля 1783 года, (8) 19 февраля 1784 года, именным указом Екатерины II сенату, на территории бывшего Крымского ханства была образована Таврическая область и деревня была приписана к Евпаторийскому уезду. После павловских реформ, с 1796 по 1802 год входила в Акмечетский уезд Новороссийской губернии. По новому административному делению, после создания 8 (20) октября 1802 года Таврической губернии, Монтанай-Эльгеры был включён в состав Урчукской волости Евпаторийского уезда.
По Ведомости о волостях и селениях, в Евпаторийском уезде с показанием числа дворов и душ… от 19 апреля 1806 года, в деревне Эллеры-Монтанай числилось 12 дворов и 61 житель, исключительно крымских татар. На военно-топографической карте генерал-майора Мухина 1817 года деревня Монтанай арги кесек обозначена с 20 дворами, но с припиской «пустующая». После реформы волостного деления 1829 года деревня, согласно «Ведомости о казённых волостях Таврической губернии 1829 года», осталась в составе Урчукской волости. На карте 1836 года в деревне 19 дворов. Затем, видимо, вследствие эмиграции крымских татар в Турцию деревня значительно опустела и на карте 1842 года Ильгери-Монтанай обозначен условным знаком «малая деревня» (это означает, что в нём насчитывалось менее 5 дворов).
В 1860-х годах, после земской реформы Александра II, деревню приписали к Абузларской волости. Согласно «Памятной книжке Таврической губернии за 1867 год», деревня была покинута в результате эмиграции крымских татар, особенно массовой после Крымской войны 1853—1856 годов, в Турцию и лежала в развалинах, при этом профессор А. Н. Козловский в работе «Сведения о количестве и качестве воды в селениях, деревнях и колониях Таврической губернии…» 1867 года отмечал селение и что колодцы в деревнебыли глубиной 21—26 саженей (44—54 м) и вода в них была пресная. На трехверстовой карте Шуберта 1865—1876 года в Ильгеры-Монтанай обозначено 7 дворов — видимо, деревню заселили вновь). В «Памятной книге Таврической губернии 1889 г.», включившей результаты Х ревизии 1887 года, записан Эльгери-Монтонай с 15 дворами и 89 жителями. Согласно «…Памятной книжке Таврической губернии на 1892 год», в деревне Эльгеры-Монтанай, входившей в Биюк-Кабанский участок, числилось 80 жителей в 11 домохозяйствах.
Земская реформа 1890-х годов в Евпаторийском уезде прошла после 1892 года; в результате Монтанай-Эльгеры приписали к Кокейской волости. По «…Памятной книжке Таврической губернии на 1900 год», в деревне числилось 75 жителей в 20 дворах на частной и вакуфной земле. Время основания немецкого поселения Монтанай-Эльгеры (некоего Мартенса) не установлено, на 1914 год в селении действовала меннонитская школа грамоты. По Статистическому справочнику Таврической губернии. Ч.II-я. Статистический очерк, выпуск пятый Евпаторийский уезд, 1915 год, в деревне Мантанай-Эльгеры Кокейской волости Евпаторийского уезда числилось 7 дворов (5 дворов с землёй, 2 — безземельные) с немецким населением в количестве 50 человек приписных жителей и 54 — «посторонних», из которых 55 мужчин и 49 женщин. Жители владели 1870 десятинами удобной земли. В хозяйствах имелось 113 лошадей, 180 волов, 68 коров и 32 головы мелкого скота. Согласно списку 1915 года «…русских подданных из австрийских, венгерских или германских выходцев» землевладельцев, опубликованном в газете «Таврические губернские ведомости» в апреле 1915 года, при деревне Монтанай значатся Пётр, Вильгельм и Иоган Вильгельмович Мартенсы, имевшие 623 десятины, 85 квадратных саженей земли.
После установления в Крыму Советской власти, по постановлению Крымревкома от 8 января 1921 года № 206 «Об изменении административных границ» была упразднена волостная система, и село вошло в состав Евпаторийского района Евпаторийского уезда, а в 1922 году уезды получили название округов. 11 октября 1923 года, согласно постановлению ВЦИК, в административное деление Крымской АССР были внесены изменения, в результате которых округа были отменены и произошло укрупнение районов: территорию округа включили в Евпаторийский район. Согласно Списку населённых пунктов Крымской АССР по Всесоюзной переписи 17 декабря 1926 года, в селе Монтанай-Эльгеры, Джелалского сельсовета Евпаторийского района, числилось 15 дворов, все крестьянские, население составляло 78 человек, все татары, действовала татарская школа. После создания 15 сентября 1931 года Фрайдорфского (переименованного в 1944 году в Новосёловский) еврейского национального района Монтанай-Эльгеры включили в его состав. По данным всесоюзной переписи населения 1939 года в селе Монтанай Татарский проживало 225 человек.
В 1944 году, после освобождения Крыма от фашистов, согласно Постановлению ГКО № 5859 от 11 мая 1944 года, 18 мая крымские татары были депортированы в Среднюю Азию. С 25 июня 1946 года Монтанай-Эльгеры в составе Крымской области РСФСР. Указом Президиума Верховного Совета РСФСР от 18 мая 1948 года Монтанай-Эльгеры переименовали в Весёлое. 25 июля 1953 года Новосёловский район был упразднён, и село включили в состав Евпаторийского района. 26 апреля 1954 года Крымская область была передана из состава РСФСР в состав УССР. Время включения в состав Новосёловского сельсовета пока не установлено: на 15 июня 1960 года село уже числилось в его составе. К 1968 году Весёлое присоединили к пгт Новосёловское (уже на карте 1941 года они обозначены вместе под двумя названиями: Фрайдорф и Монтанай-Эльгеры).